# Vladimir Jelčić
Vladimir Jelčić (* 10. Oktober 1968 in Čapljina) ist ein kroatischer Handballtrainer und ehemaliger Handballspieler.
Der Linksaußen spielte zunächst für den RK Metković und später für den kroatischen Spitzenklub RK Zagreb, mit dem er den Europapokal der Landesmeister 1992 und 1993 gewann sowie mehrfach kroatischer Meister und Pokalsieger wurde. Nach einer Spielzeit beim RK Zadar Gortan lief er ab 1996 für den slowenischen RK Celje auf, mit dem er 1997, 1998 und 1999 Meister und Pokalsieger wurde. Anschließend kehrte er nach Zagreb zurück, wo er 2000 Meister und Pokalsieger sowie 2001 erneut Meister wurde. In der EHF Champions League erreichte er 2000 das Finale, unterlag aber dem FC Barcelona. Nach der Rückkehr zu Metković ließ er seine Karriere beim italienischen HC Principe Triest ausklingen.
Mit der Kroatischen Nationalmannschaft gewann Vladimir Jelčić bei den Mittelmeerspielen 1993 und bei den Olympischen Spielen 1996 die Goldmedaille. In Atlanta bestritt er sieben Spiele, in denen er elf Tore erzielte. Bei der Europameisterschaft 1994 holte er die Bronzemedaille.
Zur Saison 2010/11 wurde Jelčić Assistenztrainer seines ehemaligen Mitspielers Nenad Kljaić in Zagreb. Beim Super Globe war er Co-Trainer des katarischen Armeeklubs al-Jaish.